# نبتون ويرفت
نبتون ويرفت هي شركة ألمانية لبناء السفن ومقرها في روستوك. منذ عام 1997 أصبحت جزءًا من مجموعة ماير نبتون مع ماير ويرفت في بابنبورغ.

## التاريخ
تأسست الشركة باسم "Schiffswerft und Maschinenfabrik von Wilhelm Zeltz und Albrecht Tischbein " في عام 1850 وأُطلقت أول باخرة حديدية في عام 1851. تطور حوض بناء السفن بسرعة، وفي عام 1857 كان لديه حوالي 400 موظف. في عام 1890، بعد العديد من عمليات الدمج والاستحواذ ، أصبحت "Actien-Gesellschaft Neptun". بعد عام 1945 وتقسيم ألمانيا، ركز حوض بناء السفن على الأسواق في أوروبا الشرقية. في ذلك الوقت كانت "Schiffswerft Neptun Rostock" تعد من بين أحواض بناء السفن الأكثر شهرة في الجمهورية الديمقراطية الألمانية.
أدت الظروف المتغيرة للمنافسة الدولية التي أعقبت إعادة توحيد ألمانيا إلى تغيير الشركة. لم تكن الإنتاجية وفقًا للمعايير الدولية، وبسبب قيود الاتحاد الأوروبي، لم يعد مسموحًا لها ببناء سفن بحرية جديدة. وكانت السنوات التالية متأثرة بشدة بتخفيض عدد الموظفين وإعادة التنظيم والتنويع. تم التركيز على إصلاح وتحديث السفن، وبناء وتسليم مكونات السفن، والإنشاءات الفولاذية للهندسة الهيدروليكية ومنشآت سفن الدحرجة المعقدة.
في عام 1997 ، أصبحت الشركة جزءًا من مجموعة Meyer Neptun Group التي تضم Meyer Werft. وقد وجهت أنشطتها إلى قطاعها البحري الأساسي، في حين تم بيع العديد من الشركات التي كانت في السابق تنتمي إلى NIR. منذ عام 2000، تركز أنشطة حوض بناء السفن على المباني الموجودة في وارنيموند (مقاطعة روستوك). تم إنشاء قاعات إنتاج جديدة في عام 2003 
Konverter platforms
تي تسمح ببناء السفن بشكل مستقل بدون النظر للظروف الجوية.

## روابط خارجية
- الصفحة الرئيسية ل Neptun Werft